# Велю мате
Велю мате (латыш. Veļu māte, Kapu māte) — в латышской мифологии повелительница мира мёртвых. Функционально близка к Земес-мате, однако в отличие от неё недоброжелательна к человеку. Вели (латыш. Veļi) — это человеческие души, которые продолжают жить после смерти. После смерти душу человека встречает Велю мате, которая провожает душу в страну велей. Этот мир параллелен миру людей — жизнь велей ничем особенным не отличается от жизни людей, по крайней мере работы у них почти одинаковые. В том мире продолжают то, что начали при жизни.

## История
Согласно мифу, после смерти человека его душа переходит в мир, параллельный человеческому миру.